# Gabriele Reuter
Gabriele Elise Karoline Alexandrine Reuter (8. února 1859 Alexandrie – 16. listopadu 1941 Výmar) byla německá novinářka, spisovatelka a dramatička.

## Život
Gabriele byla dcerou velkoobchodníka s textilem Karla Reutera (1822–1872), který pocházel z Treptow an der Tollense (nyní Altentreptow v Pomořansku), a jeho manželky Johanny, rozené Behmer (1830–1903). Byla pravnučkou básnířky Magdalene Philippine Engelhard (1756–1831), rozené Gatterer. Její strýc Hermann Carl Engelhard Behmer (1831–1915) byl malíř. 
Dětství prožila částečně u příbuzných své matky v Dessau (1864–1869) a částečně v Alexandrii (1869–1872). Když otec v roce 1872 zemřel, rodina se vrátila do Německa. Pak ale rodina přišla o celý majetek a přestěhovala se do malého bytu v Neuhaldensleben (nyní Haldensleben v Sasku-Anhaltsku).
Odpovědnost za mladší bratry a stále více depresivní matka způsobily, že se Gabriele brzy osamostatnila. Finanční obavy ji také vedly k tomu, že svůj spisovatelský talent využívala jako zdroj příjmu již od mládí. V letech 1875–1876 se v místních novinách objevily její první literární publikace o Egyptě. Následovaly konvenčně psané romány s exotickým zabarvením. Z takto vydělaných peněz financovala Gabriele r. 1879 stěhování rodiny do Výmaru, kde se pokusila prosadit jako spisovatelka. Kolem roku 1890 podnikla první samostatné cesty do Berlína, Vídně a Mnichova na různé spisovatelské konference a seznámila se s umělci své doby, včetně anarchistů, např. s básníkem Johnem Henry Mackayem, s nímž sdílela dlouholeté přátelství, a s Henrikem Ibsenem.

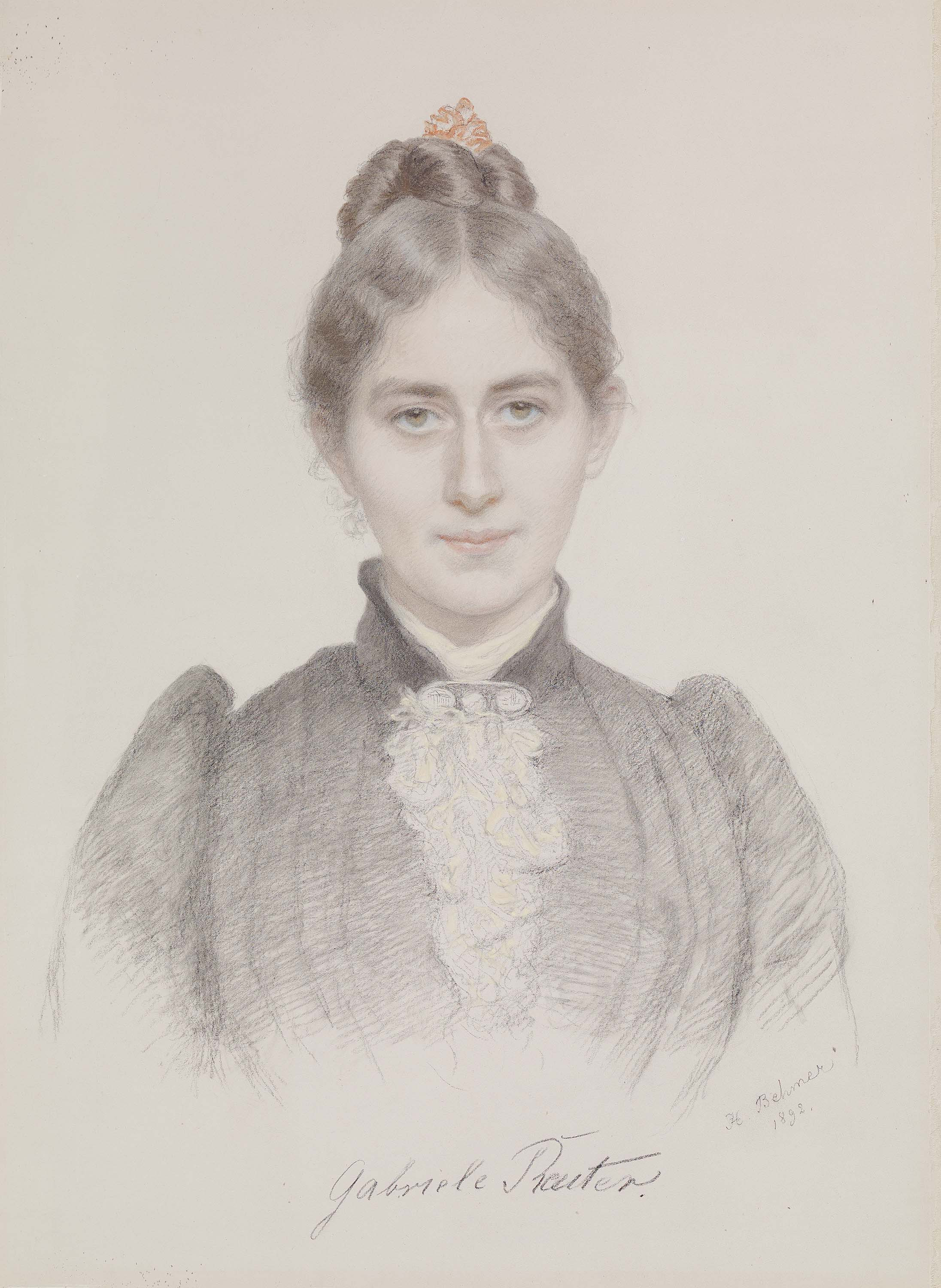
Hermann Behmer Porträt Gabriele Reuter 1892

V roce 1890 se Gabriele se svou matkou přestěhovala do Mnichova, kde se chtěla připojit k tamní bohémské komunitě. Zúčastnila se slavnostního založení Gesellschaft für modernes Leben Michaela Georga Conrada. Podle její autobiografie Vom Kinde zum Menschen (1921) právě zde dostala nápad na svůj nejprodávanější román Aus guter Familie. V následujících letech si tam Gabriele vytvořila nový okruh přátel, včetně Hanse Oldena a jeho ženy Grete, Rudolfa Steinera a Eduarda von der Hellen. Četla díla Friedricha Nietzscheho, Arthura Schopenhauera a Ernsta Haeckela. Navázala kontakt s berlínským spolkem Freie Bühne a básnickým kruhem Friedrichshagener a setkala se mimo jiné s Gerhartem Hauptmannem, Otto Erichem Hartlebenem, Ernstem von Wolzogenem a díky Mackayovi s nakladatelem Samuelem Fischerem, který vydal její román Aus Guter Familie na konci roku 1895.  Román vypráví „příběh o útrapách dívky“ (podtitul), typické „starší dcery“ vilémovské éry. Kniha se do roku 1931 prodala ve 28 vydáních a byla prvním bestsellerem, který mělo nakladatelství Samuel Fischer Verlag ve své historii.
Román měl obrovský úspěch, vyvolal vášnivou debatu v literárních a feministických časopisech a přes noc Gabriele proslavil. 28. října 1897 porodila v Erbachu svou nemanželskou dceru Elisabeth Reuter (1897–1977), zvanou Lili, která se r. 1918 provdala za malíře Johannese Maximiliana Avenariuse (a r. 1922 se rozvedla). Otec Lili byl Benno Rüttenauer (1855–1940).
R. 1899 se Gabriele přestěhovala do Berlína. Za třicet let, co tam žila, vyšly četné romány, povídky, knihy pro mládež a eseje, které se opakovaně zabývaly tématem genderových a generačních konfliktů. Gabriele byla chválena za svůj jemný psychologický vývoj a byla považována za básnířku ženské duše.
V letech 1904 až 1908 žila dočasně na Monte Verità v Asconě. O tomto období napsala román Benedikta, který vyšel v roce 1923. Je to druhý román o slavné Hoře pravdy z Ascony, po románu Hermanna Hesseho Demian, který vyšel v roce 1919. Na rozdíl od toho je její vyprávění realističtější v popisu lidí a prostředí a nesrovnatelně rozhodnější ve svém politickém postavení.
Skandál vyvolal její román Das Tränenhaus (1908), ve kterém poměrně drasticky popsala poměry v porodnici. Po skončení 1. světové války pracovala také jako fejetonistka pro Wiener Neue Freie Presse a v posledních letech svého života jako recenzentka pro New York Times. V roce 1929 se sedmdesátiletá vrátila do Výmaru, kde 16. listopadu 1941 zemřela.
Pozůstalost Gabriele se nachází v archivu Goetha a Schillera ve Výmaru.

### Tvorba
Její úspěšný román Aus Guter Familie je ovlivněn inovativními literárními směry konce 19. století, jako je realismus a naturalismus. Spolu s románem Helene Böhlau The Yard (1896) vytvořila vzor pro mnoho dalších ženských konfesních či sebeurčovacích románů té doby. Debata o románu se zpočátku soustředila na otázku, zda je dílo Tendenzroman, tedy román s určitým účelem nebo poselstvím. Její postoj k tehdejšímu ženskému hnutí byl nejednoznačný, ne-li rezervovaný. Aktivistka za práva žen Helene Stöcker ocenila práci Gabriele, zatímco Hedwig Dohm byla k vydání Das Tränenhaus spíš skeptická. Antifeministky obvinily Gabriele z příliš jednostranného ženského pohledu. Ta se nenechala ukolébat ani jednou, ani druhou stranou. Román Aus Guter Familie byl často srovnáván s Goethovým Die Leiden des Jungen Werthers kvůli způsobu, jakým hlavní hrdina reprezentoval společenský trend. Thomas Mann interpretoval její román jako román současného umělce.
Dnes je Gabriele Reuter téměř zapomenuta.

## Dílo

### Romány
- Glück und Geld. Roman aus dem heutigen Egypten. Friedrich, Leipzig 1888
- Kolonistenvolk. Roman aus Argentinien. Friedrich, Leipzig 1891. (Enßlin & Laiblin, Reutlingen 1926)
- Aus guter Familie. Leidensgeschichte eines Mädchens. Fischer, Berlin 1895. Neuausgabe: Aus guter Familie. Leidensgeschichte eines Mädchens. Studienausgabe mit Dokumenten. 2 Bände. TransMIT, Marburg 2006

- Frau Bürgelin und ihre Söhne. Fischer, Berlin 1899. (Vorabdruck in Fortsetzung 1898/99 in der illustrierten Zeitschrift Vom Fels zum Meer.)
- Ellen von der Weiden. Ein Tagebuch. Geyer, Wien 1900. (Fischer, Berlin 1901) Neuausgabe: Ellen von der Weiden. Ein Tagebuch. Ullstein, Berlin 1997

- Margaretes Mission. 2 Bände. DVA, Stuttgart 1904
- Liselotte von Reckling. Fischer, Berlin 1903
- Der Amerikaner. Fischer, Berlin 1907
- Das Tränenhaus. Fischer, Berlin 1908. (Neubearbeitung 1926)
- Frühlingstaumel. Fischer, Berlin 1911
- Ins neue Land. Ullstein, Berlin 1916
- Die Jugend eines Idealisten. Fischer, Berlin 1917
- Die Herrin. Ullstein, Berlin 1918
- Benedikta. Seyfert, Dresden 1923
- Töchter. Der Roman zweier Generationen. Ullstein, Berlin 1927
- Irmgard und ihr Bruder. Deutsche Buch-Gemeinschaft, Berlin 1930
- Vom Mädchen, das nicht lieben konnte. Ullstein, Berlin 1933

### Novely a povídky
- Episode Hopkins. Zu spät. Zwei Studien. Pierson, Dresden 1889. Neuausgabe als: Episode Hopkins. Zwei Novellen. Fischer, Berlin 1897

- Der Lebenskünstler. Novellen. Fischer, Berlin 1897
- Frauenseelen. Novellen. Fischer, Berlin 1901
- Gunhild Kersten. Novelle. DVA, Stuttgart 1904
- Wunderliche Liebe. Novellen. Fischer, Berlin 1905
- Eines Toten Wiederkehr und andere Novellen. Reclam, Leipzig 1908
- Im Sonnenland. Erzählung aus Alexandrien. Hillger, Berlin 1914
- Vom weiblichen Herzen. Novellen. Hillger, Berlin 1917

### Eseje a autobiografické spisy
- John Henry Mackay. Eine litterarische Studie. In: Die Gesellschaft. 7, 1891, S. 1304–1314
- Marie von Ebner-Eschenbach. Schuster & Loeffler, Berlin 1904
- Annette von Droste-Hülshoff. Marquardt, Berlin 1906
- Das Problem der Ehe. 1907
- Liebe und Stimmrecht. Fischer, Berlin 1914. (In: Auszügen wiederabgedruckt in: Emanzipation und Literatur. Fischer Taschenbuch, Frankfurt am Main 1984, S. 204–210)
- Der Krieg und die Mädchen. In: Scherls Jungmädchenbuch. Scherl, Berlin o. J. [1914], S. XI–XX
- Vom Kinde zum Menschen. Die Geschichte meiner Jugend. Fischer, Berlin 1921
- Grüne Ranken um alte Bilder. Ein deutscher Familienroman. Grote, Berlin 1937

### Drama
- Ikas Bild. Lustspiel. 1894
- Das böse Prinzeßchen. Ein Märchenspiel für Kinder in drei Aufzügen. Fischer, Berlin 1905

### Příběhy pro děti a mládež
- Sanfte Herzen. Ein Buch für junge Mädchen. Fischer, Berlin 1909
- Was Helmut in Deutschland erlebte. Eine Jugendgeschichte. Perthes, Gotha 1917
- Großstadtmädel. Jugendgeschichten. Ullstein, Berlin 1920
- Das Haus in der Antoniuskirchstraße. Abel & Müller, Leipzig 1927
- Grete fährt ins Glück. Weise, Berlin 1935

### V češtině
- Novelly [Kukátko; Děti; Shledání; Jediný dvorní ples; Mustafův běh života; Malý chórista; Evisina poskvrna; Bílý kabátek] – přeložila Zdenka Hostinská. Praha: Jan Otto, 1910
- Děti – in: 1000 nejkrásnějších novel... č. 13; novelu ze sbírky Frauenseelen přeložil Alfons Breska. Praha: J. R. Vilímek, 1911
- Z dobré rodiny: román [Aus Guter Familie] – překlad R. P. Praha: Antonín Svěcený, 1913